# バスタ新宿
- 新宿駅 > 新宿駅のバス乗り場 > バスタ新宿
- 新宿三丁目駅 > バスタ新宿

バスタ新宿（バスタしんじゅく、Shinjuku Expressway Bus Terminal ）は、東京都渋谷区千駄ヶ谷五丁目の新宿駅南口地区にある、鉄道駅や高速バスターミナル、タクシー乗降場などを集約した交通ターミナル。正式名称は新宿南口交通ターミナル（しんじゅくみなみぐちこうつうターミナル）。
バスタ新宿の開業により、新宿駅西口周辺の19か所に分散していた高速バス乗降場が集約された。開業時点で118社のバス事業者が乗り入れ、1日の発着便数は最大1625便、停車場数は15、行先は39都府県300都市に及び、高速バスターミナルとしては日本最大の規模となる。
2013年7月31日より開始された「新高速乗合バス」制度 施行後に開業した高速バスターミナルで、従来の高速乗合バス事業者（旧路線バス系）と、旧ツアーバス系事業者が一堂に会することになり「高速バス新時代」を象徴する施設となった。乗り入れ路線は高速バスのみで、貸切バスツアーは対象外となっている。

## 概要
国土交通省関東地方整備局が事業主体として施行した「新宿駅南口地区基盤整備事業」の一環で整備された交通ターミナルで、国土交通省が東日本旅客鉄道（JR東日本）に委託して工事が進められた。2006年4月8日に起工。2016年春に完成し、同年4月4日に供用を開始した。
新宿駅のうち「新南口」と称されていた甲州街道（国道20号）南側部分に建設された人工地盤上に、駅施設や歩行者広場、タクシー乗降場、高速路線バス関連施設を立体的に配置している。建設の経緯から立体道路制度を活用しており、3・4階および進入路については国道20号の一部となっているため、自動車ターミナル法が定めるバスターミナルの対象外となっている。
交通機関の乗降機能だけでなく、観光案内所（後述）や土産物店 を含む小売店舗が常設されている。さらに前面で地方物産の販売イベントが開かれることがある。

## 建設の経緯
新宿駅南口・新南口と新宿跨線橋（国道20号）は駅前広場を介さずに直結しているため、新宿跨線橋上でタクシーの客待ちや一般車の乗降が行われ、東西に走り抜ける一般車の通行の妨げになり、渋滞や接触事故が起きやすい状態になっていた。また新宿駅の東西を結ぶ数少ない道路であることから歩道幅員が十分でなく、歩行者であふれてすれ違うことが困難な状況になっていた。また、新宿跨線橋そのものも1925年（大正14年）に架設されてから80年以上が経過して老朽化が進み、首都直下型地震が発生した場合に道路として機能しなくなったり、跨線橋下を通過する列車に多大な影響を与えたりするといったことが懸念されていた。
さらに新宿駅周辺の高速バスは運行会社の違いなどから西口を中心にバス停留所が19か所に分散し、利用者にわかりづらいとされていた。特に一部の停留所は新宿駅から遠く離れた道路上にあるため、鉄道からバスに乗り換える場合に長い距離を歩かなくてはならない場合があり、これら複数の交通機関が連携することに課題があった。
これらを踏まえ国土交通省が主体となって、新宿跨線橋の拡幅を伴う改築、新宿三丁目駅とJR新宿駅間の地下歩道建設を含めた一連の事業である「新宿駅南口地区基盤整備事業」 を実施。その一環として新宿跨線橋の南側に「新宿交通結節点」を整備し、鉄道駅や高速バス・タクシー乗降場などを1つの建物に集約することとなった。施工手順としては、先に新宿跨線橋の拡幅改築に必要な作業スペースを確保するため、線路上に約1.47ヘクタールの人工地盤の建設を行い、この上にバスターミナルを含めた「新宿交通結節点」の整備が行われた。
この事業をモデルに、バスターミナル、鉄道駅、タクシー乗り場などを集約して官民が連携して整備するプロジェクト、「バスタプロジェクト」を国土交通省主導で展開している。

### ターミナルの名称
建設段階では主に「新宿交通結節点」や「新宿南口交通ターミナル」と呼称されていたが、2015年に国土交通省が当ターミナルの愛称を公募により選定することとなった。公募の結果、日本国外からを含む1733件の応募があり、新宿南口交通ターミナル名称選定委員会によって「サウスクロス」「サザンデポ」「バスタ」の3候補に絞られた上で、最終的に愛称が「バスタ新宿」に決定された。「バスタ」という言葉を含む愛称を応募したのは30 - 80代の11人だった。
選定理由として「バス・タクシーの乗降場を中心とした立地特性をとらえており、交通の複合ターミナルであることをイメージできる」ことや、「誰からも呼びやすく覚えやすい言葉であり、末永く多くの人々に親しまれ、愛されることが期待できる」ことなどが挙げられた。また、応募者の命名理由として以下のものが挙げられている。
- 誰にでも覚えやすく、なるべく短く、かつ明るいネーミング。直感的にバスターミナルであると理解できる。
- バスがスター（星）のように各地に放射する。
- Bus & Taxicab Terminalの略。

なお、「バスタ」は既にバイエルクロップサイエンスの除草剤の商標として使われ、発音が近い英語の「バスター」（buster）に「退治する者」の意味があり、スペイン語やイタリア語の「バスタ」（basta）には「いいかげんにしろ」「うんざりだ」といった意味もあるが、国土交通省は「濁音が耳に残り覚えやすいため、『バスタ』にした」と話している。また、ターミナル内における英語・中国語・韓国語の案内表示では「バスタ新宿」に相当する愛称は設定されておらず、「新宿高速バスターミナル」を翻訳した表記（英語はShinjuku Expressway Bus Terminal）を使用している。
また名称は「新宿」であるが、行政上の所在地は渋谷区となる。これは付近の国道20号に沿って区境が引かれ、国道20号より南側は渋谷区に属するためである。なお、新宿駅も新南口や甲州街道口などバスタ新宿側にある改札は渋谷区に位置する（向かい側にある新宿駅の大部分を占める南口や西口、東口方面は新宿区である）。

## 年表
- 1994年（平成6年）度 - 新宿跨線橋の架け替えが事業化[30]。
- 2000年（平成12年）2月15日 - 新宿跨線橋架け替え工事起工[8]。
- 2000年（平成12年）度 - 基盤整備事業が事業化[30]。
- 2006年（平成18年）3月 - 「新宿駅南口地区基盤整備事業に伴う高速バスターミナル設置に関する検討会」が発足[31]。
- 2006年（平成18年）4月8日 - バスタ新宿建設工事起工[8]。
- 2009年（平成21年）9月 - 国土交通省関東地方整備局と日本バス協会が「一般国道20号新宿駅南口基盤整備事業に伴う交通結節点施設の設置に関する基本協定書」を締結[31]。
- 2011年（平成23年）5月11日 - バスタ新宿建設工事の進捗に伴い、新宿駅JR高速バスターミナルが旧・新南口から代々木駅東口（降車場は新宿駅東口）に移転[32]。
- 2012年（平成24年）度 - 新宿跨線橋（取付高架橋）が完成[30]。
- 2014年（平成26年）12月2日 - 高速バスターミナルの運営会社である新宿高速バスターミナル株式会社設立[33]。
- 2015年（平成27年）10月28日〜11月23日 - 国土交通省が当ターミナルの愛称を募集[25]。

- 2016年（平成28年）

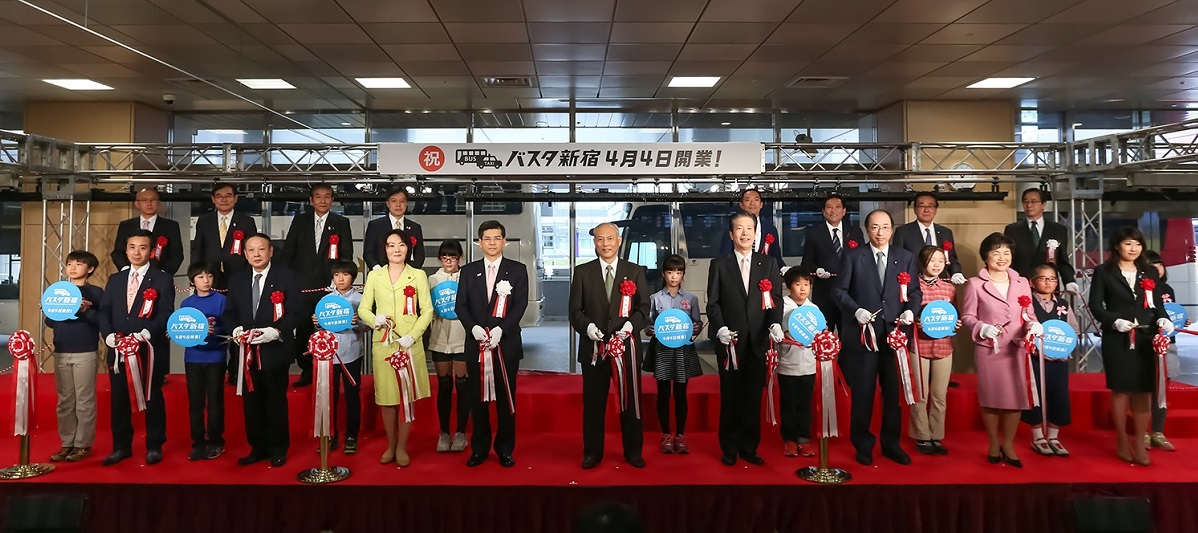
オープニングセレモニー

  - 1月8日 - 施設の愛称が「バスタ新宿」に決定したことを発表[26]。
  - 1月28日頃 - バスタ新宿の開業日が未定だったため、新宿地区発着で乗車日の2か月前に発売開始となる高速バス路線の乗車券の発売開始を延期（その後順次発売開始）[34][35]。
  - 2月8日 - 開業日が4月4日に決定したことを発表[1]。
  - 3月27日 - オープンプレイベントを開催[36]。
  - 4月3日 - オープニングセレモニーを開催[37]。
  - 4月4日 - 開業。タクシー乗降場は0時00分、高速バスターミナルは4時00分発の初便、東京観光情報センターは9時30分からそれぞれ供用が開始された[1][38]。
  - 5月8日 - この日をもって京王電鉄バスが運営する新宿高速バスターミナル（ヨドバシカメラ新宿西口本店前）への高速バス発着が終了、45年の歴史に幕を閉じる[39]。
  - 5月9日 - 中央高速バスなど、京王グループと共同運行会社の路線の到着便が乗り入れ開始[40]。
  - 5月24日 - 国土交通省が購買施設を出店する事業者の入札を開始[41]。
  - 6月21日 - 石井啓一国土交通相(当時)がトイレ増設を指示。「増設に向けた検討を指示」...バスタ新宿 女子トイレ問題(2016年6月23日)
  - 7月1日 - 同日到着便より、ツアーバスからの転換事業者が運行する路線のうち高速バス西新宿や新宿南側バス駐車場への到着を継続していた便が乗り入れを開始[42][43][44]。
  - 8月1日 - 購買施設の出店事業者（施設占用者）を決定する入札の結果、ポプラが落札者となったことが公表される[45]。
  - 9月5日 - ポプラの出店辞退に伴い、再公募をすると発表[46]。
  - 10月7日 - 購買施設の出店事業者（施設占用者）を決定する再入札の結果、ファミリーマートが落札者となったことが公表される[47][48]。
  - 11月18日 - ファミリーマートバスタ新宿店が4階で営業開始。2017年4月27日までは仮店舗（小型店舗）での営業であった[49][50]。
- 2017年（平成29年）
  - 4月28日 - ファミリーマートバスタ新宿店が本店舗での営業開始[51]。本格営業開始は夏頃の予定であったが要望を受けて予定を前倒し、売場面積を約3倍に拡大して開店[51]。
  - 5月3日 - この日、バスタ新宿開業後最多の40859人が利用したとの速報が発表される[52]。
  - 6月16日 - トイレ増設工事完了。
  - 12月21日 - 東京空港交通が車椅子リフト付きバスで運行する羽田空港国際線ターミナル便が発着を開始。当該便は乗降とも3階で取り扱う[53]。
- 2018年（平成30年）4月20日 - 4階のファミリーマート向かいに、フジランドが運営する土産物店「バスタ新宿 THE土産SHOP」が営業開始[54]。
- 2023年（令和5年）
  - 5月8日 - 購買施設の出店事業者（施設占用者）変更に伴い、ファミリーマートが閉店[55]。
  - 6月23日 - 購買施設の出店事業者（施設占用者）変更に伴い、デイリーヤマザキが開店[55][56]。

- バスタ新宿着工前の新宿駅南口（2005年5月撮影）
- 建設中のバスタ新宿（2013年8月撮影）
- 開業後のバスタ新宿（2018年6月撮影）

## 建物構造

### 各階の施設

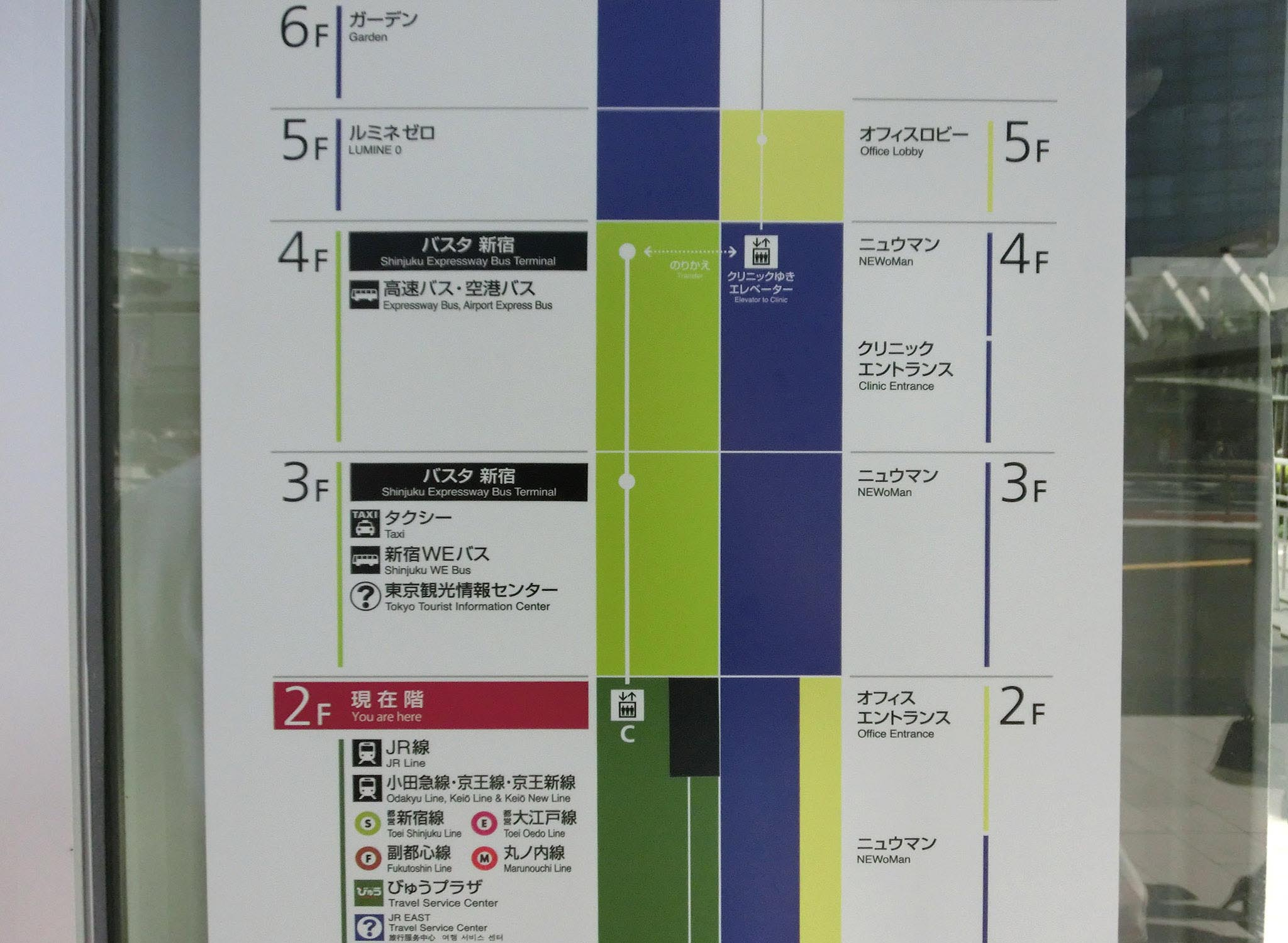
バスタ新宿のフロアガイド。新宿駅南口前の甲州街道に面しているのは2階となっている（2016年5月5日撮影）

JR東日本の線路から上の2 - 4階部分が交通ターミナルとなっている。当ターミナル上部の5 - 7階にはJR新宿ミライナタワーの文化施設部分が建てられているほか、2 - 4階では隣接する同タワーの商業施設部分と接続している。各階の施設は以下のとおり。
- 2階
  - バスタ新宿出入口
  - 国道20号接続部分
  - JR新宿駅
    - 新南改札（旧・新南口）、甲州街道改札（旧・サザンテラス口）、ミライナタワー改札（2016年3月7日新設[59]）
- 3階
  - タクシー乗降場
  - 旧・新宿WEバス乗降場[注 3][60]
  - 高速バス降車場
  - 東京観光情報センター
- 4階
  - 新宿高速バスターミナル
    - 高速バス乗降場
    - 発券施設、待合所、管制室

  - 店舗
    - デイリーヤマザキ バスタ新宿店
    - バスタ新宿 THE土産SHOP

#### タクシー乗降場

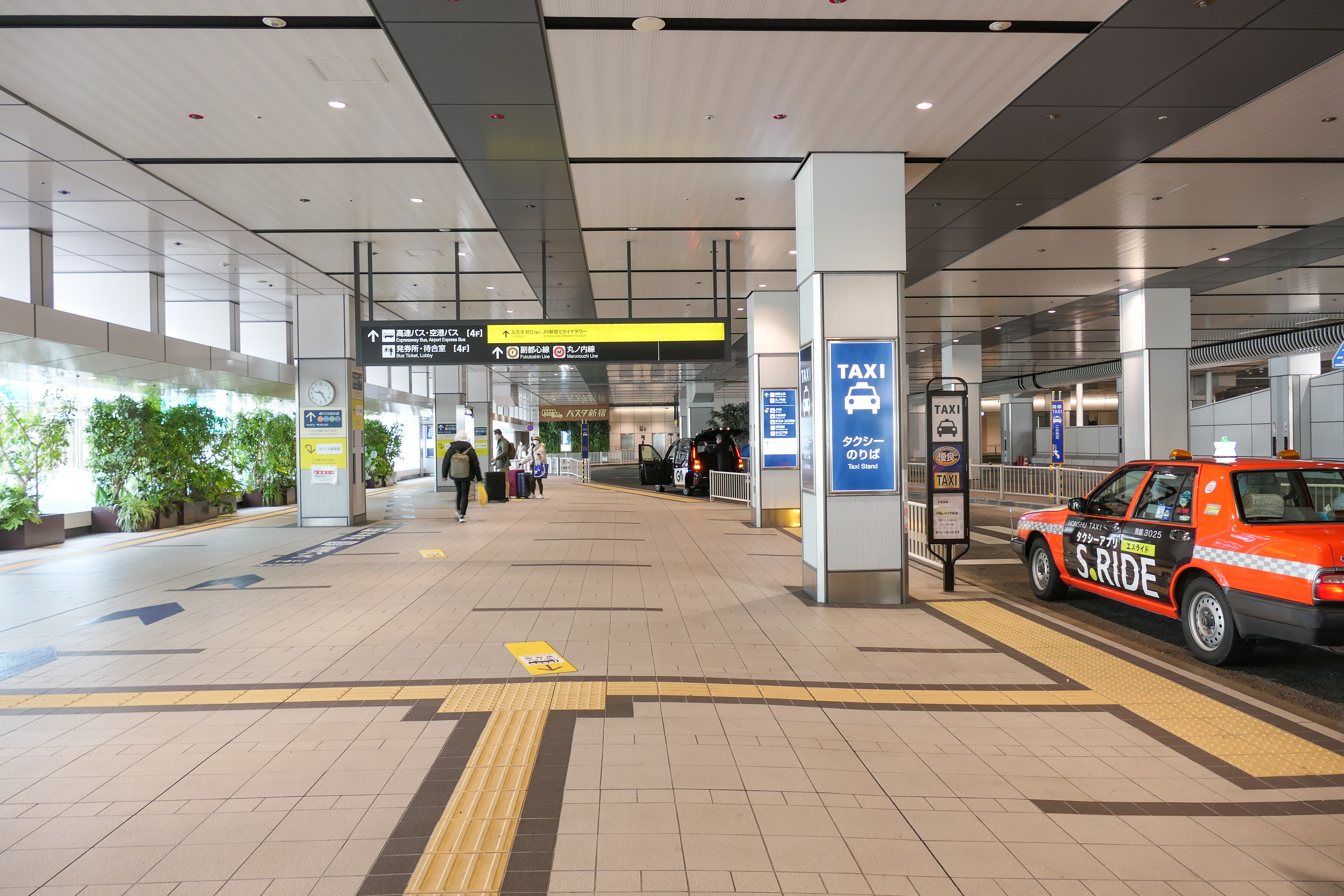
3階のタクシー乗降場（2023年1月）

3階にはロータリーがあり、タクシー乗車場が3台分、降車場が2台分、タクシープールが30台分設けられている。これに伴い、国道20号上のタクシー乗車場は廃止された。また、新宿4丁目交差点から西新宿1丁目の間は終日駐停車禁止となり、タクシーの乗降ができなくなった。
国道20号上には、新宿4丁目方面からの車両に対しては道路の左側に、西新宿1丁目方面からの車両に対しては中央分離帯に、それぞれタクシープールの満空表示器が設置されており、バスタ新宿に進入する前にタクシープールの空き状況が分かる。また、タクシープールの先頭車両の位置にはモニターがあり、乗車場の状況が確認できる。

#### 旧・新宿WEバス乗降場
3階に設けられた新宿区のコミュニティバスである新宿WEバスの乗降場で、停留所名は新宿南口交通ターミナル（バスタ新宿）となっている。これに伴い、国道20号上にあった新宿駅南口停留所は廃止された。当初は新宿WEバスのみが使用していたが、2024年4月1日より京王バスの一般路線（030・050系統）も使用する。新宿WEバスのうち「B 新宿御苑・西新宿循環ルート」が乗り入れていたが、2024年9月30日の運行を最後に路線廃止となった為、以降は京王バスが運行する下記路線のみが乗降場として引き続き使用する。
- 030：永福町行（京王バス）
- 030：バスターミナル東京八重洲行（京王バス）
- 050：バスターミナル東京八重洲行（京王バス）

#### 東京観光情報センター
東京都の施設「東京観光情報センター」は都庁第一本庁舎をはじめ都内に5か所あり、うち1つがバスタ新宿3階に設置されている。外国人向けの旅行案内を日本語、英語、中国語、韓国語の多言語で行う ほか、バスタ新宿内の施設では、宅配・手荷物預かり、旅行商品・イベントチケットの販売、外貨両替のサービスを提供している。これらのサービス提供事業者は東京都の募集によって選ばれ、前者は海外配送の実績や長時間のサービス提供ができることなどが評価されて佐川急便が、後者は訪日外国人向けのツアーや扱う外貨の種類の多さなどが評価されてジェイティービーがそれぞれ選ばれた。営業時間は6時30分 - 23時00分。

### 歩行者・車両の動線

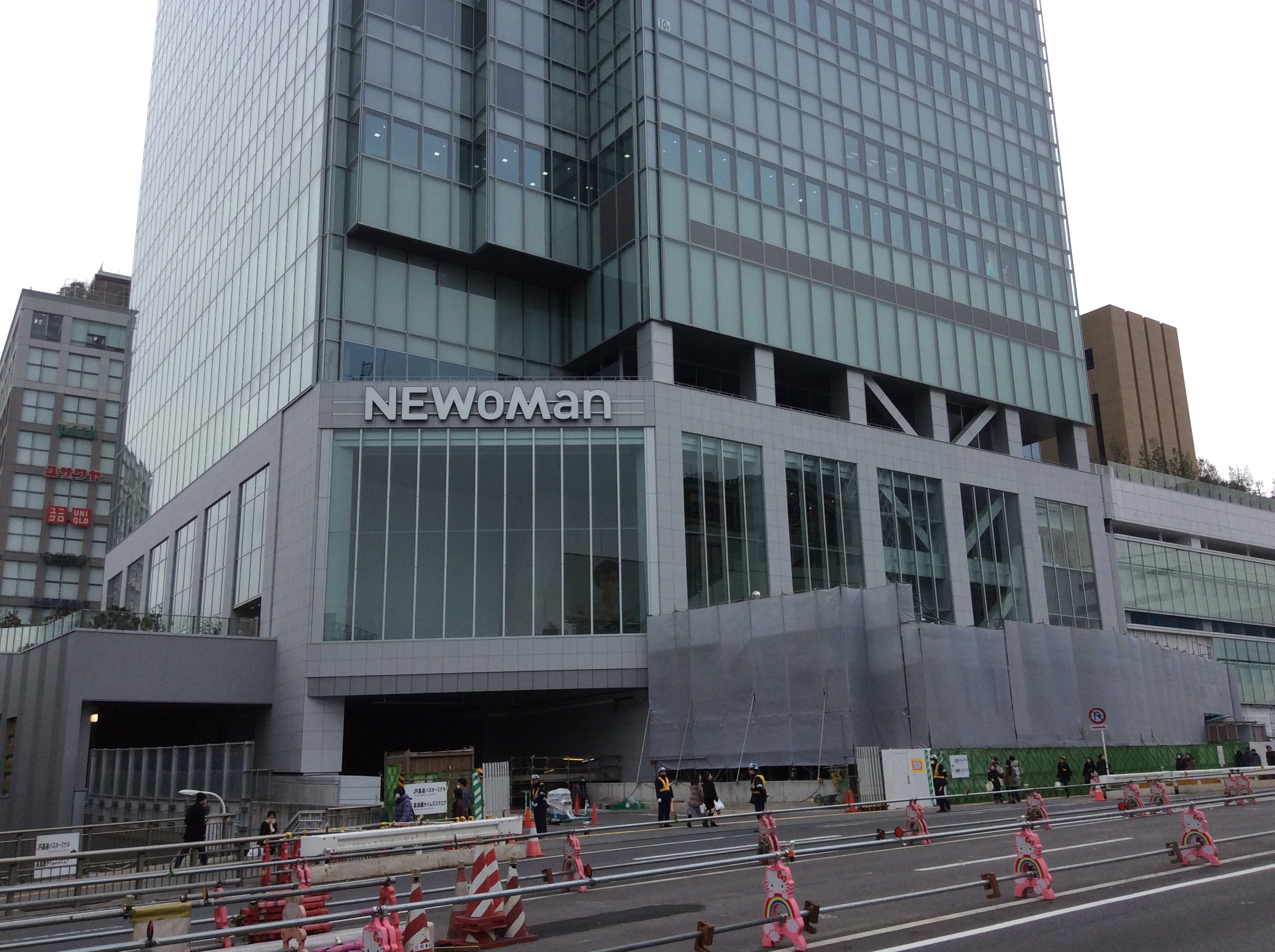
車両出入口（2016年2月）

前述のように当ターミナルはJR新宿駅の改札口と高速バスの乗降場が立体的に配置されていることから、JR線に限ればエスカレーターやエレベーターによる上下方向の移動のみで鉄道と高速バスの乗り換えができる。
自動車は2階のJR新宿ミライナタワーの東側にある出入口から進入し、同タワーを囲むようにして車路を登って3階に到達する。4階に発着する高速バスの場合はさらにスロープを登っていく。高速バスの在線管理にはETCを活用しており、車載器に登録されたバス事業者などの情報から4階への進入が可能と判断された場合のみ、スロープの手前にあるゲートが開くようになっている。また、4階の管制室ではETCで捕捉された高速バスの位置情報が確認でき、それを基に適宜発着場所の変更などの指示を出している。
当ターミナルと国道20号の接続部分の交差点では新たに信号機が設置され、国道側にはターミナルへの進入用に右左折レーンが設けられた。またターミナル内の車路は、入口レーンは1車線、出口レーンは四谷方面へ出る右折レーンが1車線、初台方面へ出る左折レーンが2車線となっている。3階にはロータリーを走る自動車と4階から下ってきた高速バスが合流する箇所があるが、すべて前者の側にのみ一時停止義務が課せられている。
なお、計画段階では送迎用の一般車も受け入れる予定だったが、混乱を避けるため現状では進入禁止となっている。

## アクセス
鉄道各線からのアクセスは以下の通り。
- 新宿駅下車
  - JR線 - 新南改札口より徒歩2分、または南口改札口より徒歩4分
  - 西武新宿線 - 高田馬場駅乗り換えJR線
  - 小田急線 - 南口改札口より徒歩4分
  - 京王線 - 京王百貨店口改札口より徒歩5分
  - 京王新線・都営線 - 京王新線口改札口より「出口2」経由で徒歩5分
- 新宿三丁目駅下車「E10」出口経由
  - 東京メトロ副都心線 - 新宿三丁目交差点方面改札口より徒歩8分
  - 東京メトロ丸ノ内線 - 伊勢丹方面改札口より徒歩10分

## 新宿高速バスターミナル
前述のとおりバスタ新宿の3階の一部と4階は高速バスターミナルとなっている。当バスターミナルには新宿駅周辺に点在していた高速バスや空港リムジンバス事業者の停留所が集約された。そのため、乗り入れるバス事業者数118社、1日の発着便数最多1625便、高速バス用の停留所数15か所（いずれも開業当初） という日本最大規模の高速バスターミナルとなっている。当ターミナルとは、東京都を含めた39都府県が結ばれている。
北海道、佐賀県、長崎県、熊本県、大分県、宮崎県、鹿児島県、沖縄県には直行便がない。
ただし、新宿地区発着の高速バス路線が完全に集約されたわけではなく、一部の便は従前通り新宿駅西口に発着している。

### ターミナル・停留所名称
交通ターミナルの愛称は「バスタ新宿」だが、バスターミナルとしての正式名称は「新宿高速バスターミナル（しんじゅくこうそくバスターミナル、Shinjuku Expressway Bus Terminal ）」である。
ただし、時刻表や乗車券の券面表示などでは「バスタ新宿（新宿駅新南口）」 や「新宿南口（バスタ新宿）」 などのように、「バスタ新宿」の文言を用いて表記されることもある。

### ターミナル構造
3階にはタクシー乗降場と共に高速バスおりば（降車場）が3面設けられており、旧・新宿WEバス乗降場の隣に1面、タクシー待機スペースを挟んで南側に2面ある。
4階の高速バス・空港バスのりばには、ターミナル・フロア中央部を囲むよう四辺にAからDのエリア表示がある。各エリアにはそれぞれ3か所、合計12か所の乗降場所が設けられている。11台分のバス待機場 も設置されている。各エリアはバスの行き先や種類で集約され、概ね以下のようになっている。
- Aエリア（A1 - A3）：空港リムジンバス、北関東・千葉・福島方面
- Bエリア（B4 - B6）：箱根・静岡・山梨方面
- Cエリア（C7 - C9）：北陸・長野・岐阜方面
- Dエリア（D10 - D12）：仙台・名古屋・大阪方面、ツアーバスからの転換事業者

AエリアとBエリアの間の角（南東角）にインフォメーションカウンターとコインロッカーが、ミライナタワーと直結するBエリアの背後（東側）に待合スペースと発券カウンター・自動券売機が設けられている。発券カウンター・自動券売機はハイウェイバスドットコム・高速バスネット・発車オ〜ライネットの各予約システムとリムジンバスに対応し、これ以外（ツアーバスからの転換事業者など、発車案内の空席表示がネット発売と表示されている便）の発券には対応しない。

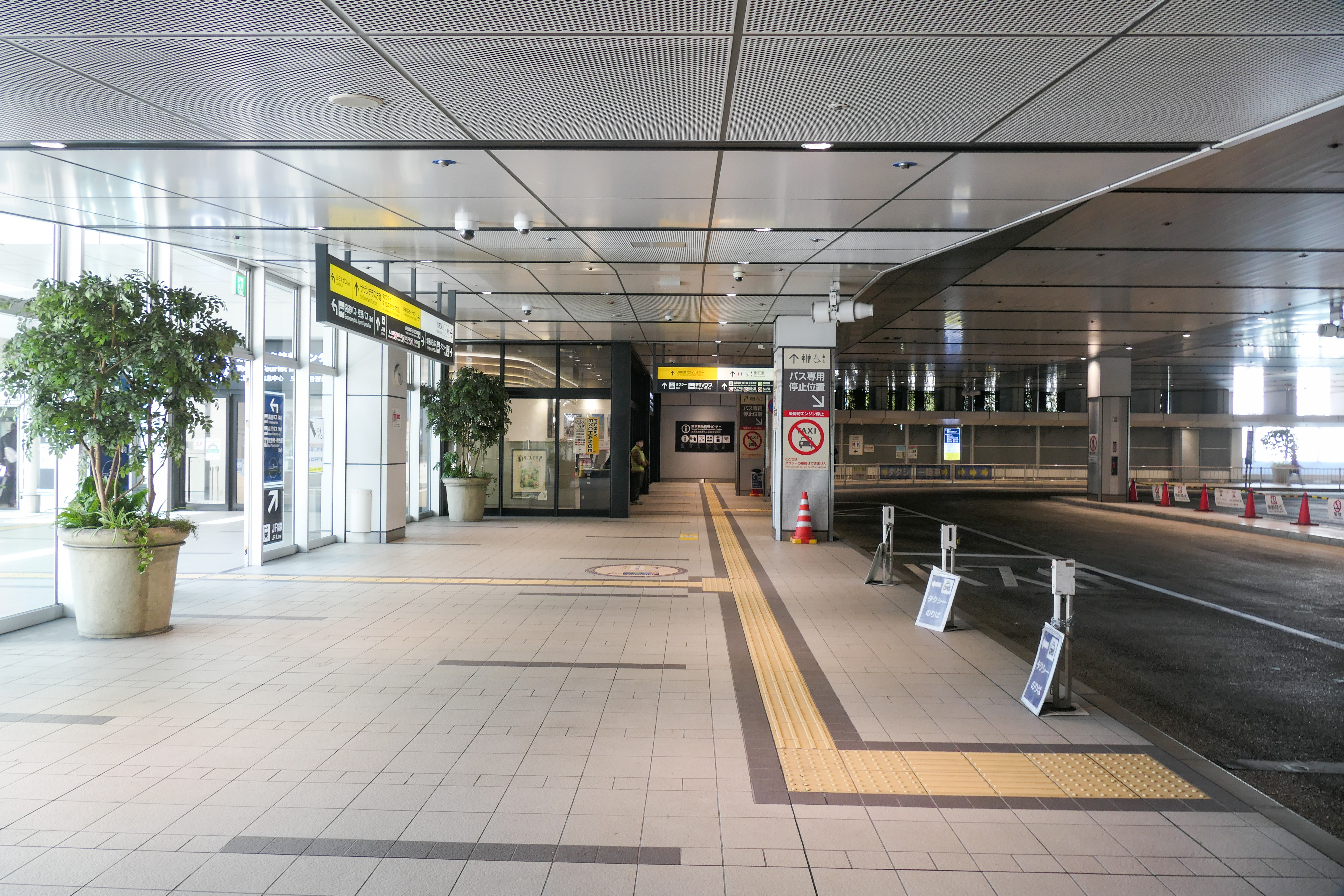
3階の降車場（2023年1月）
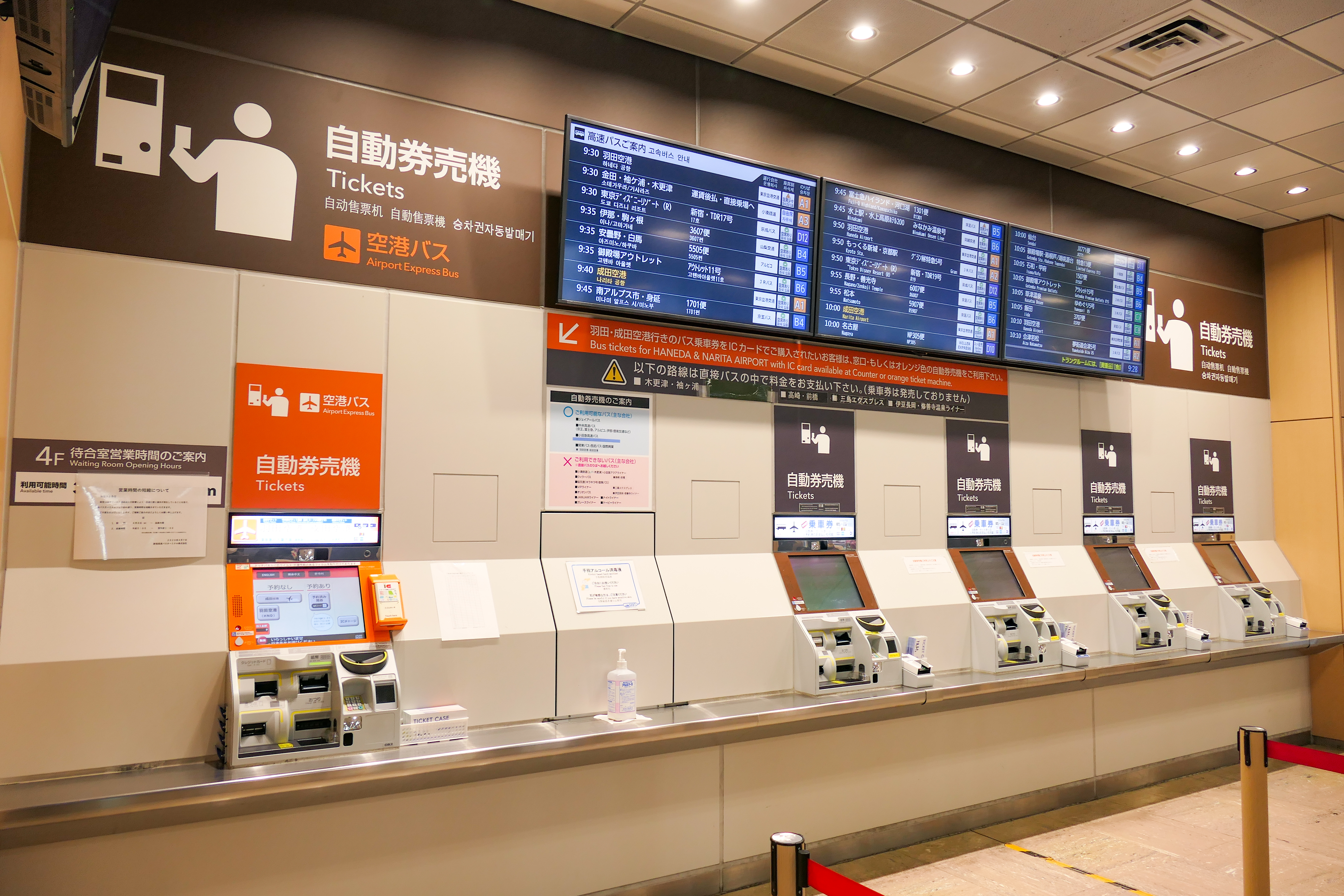
4階の自動券売機（2023年1月）
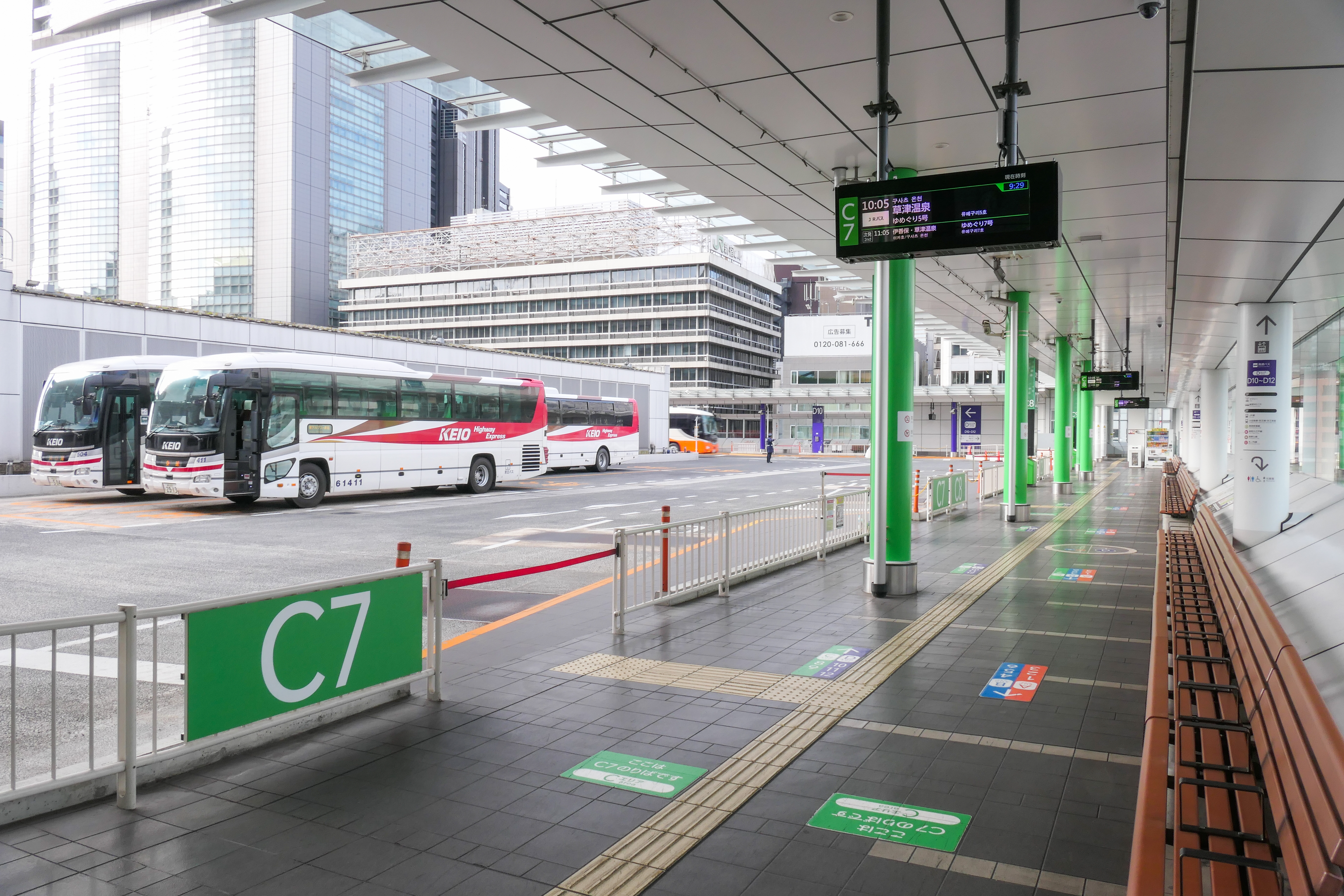
4階の高速バス・空港バスのりば（2023年1月）

### 出発路線
当バスターミナルの公式ウェブサイト や、乗り入れバス事業者 の各々の公式ウェブサイト・予約サイトなどに掲載されている出発路線は以下のとおりである。なお、前述の通り以下に記載がある路線においても一部の便は当ターミナルに乗り入れない。新型コロナウイルス感染拡大の影響で2021年12月時点でも運休、減便となっている路線が多くあるので要注意。
東北方面
- 仙台⇔首都圏線（仙台新宿号・仙台羽田号・ドリーム仙台・大宮／新宿号[77]）：長町駅・仙台駅東口行（ジェイアールバス東北）
- ドリーム山形／米沢・新宿号：米沢駅東口・山形県庁前・山形駅行（ジェイアールバス東北）
- 夢街道会津号：猪苗代駅・会津若松駅行・喜多方営業所行（ジェイアールバス関東・会津乗合自動車）
- あぶくま号：西郷バスストップ（白河）・須賀川営業所・郡山駅行・二本松バスストップ・福島駅東口行（ジェイアールバス東北・福島交通）
- 広瀬ライナー号：仙台駅前・利府役場前・石巻駅前行（京王バス・宮城交通）
- 夕陽号：エスモールバスターミナル・庄内町余目駅前・酒田庄交バスターミナル・さかた海鮮市場前行（国際興業バス・庄内交通）
- ノクターン・ネオ号：弘前バスターミナル・青森駅前行（弘南バス）[78]
- ニューノクターン号：弘前バスターミナル・五所川原駅行（弘南バス）
- パンダ号 新宿線：弘前バスターミナル・五所川原駅行（弘南バス）
- フローラ号：秋田駅東口・長崎屋バスターミナル行（小田急ハイウェイバス・秋田中央交通）
- MICHINORI EXPRESS：弘前駅城東口・青森駅東口・青森港フェリーターミナル行（岩手県北自動車）
- MICHINORI EXPRESS：矢幅駅西口・盛岡駅西口・本八戸駅・八戸駅・八戸ラピア行・三沢駅東口・北里大学・十和田市まちなか交通広場行（岩手県北自動車）
- WILLER EXPRESS：横手駅西口・大曲駅東口・秋田駅行（ニュープリンス高速バス）
- WILLER EXPRESS：福島駅西口・仙台駅西口行・泉区役所行（ニュープリンス高速バス・WILLER EXPRESS・東日本急行）
- WILLER EXPRESS：山形駅西口・天童温泉行（WILLER EXPRESS）
- ナイトライナー：仙台駅東口行（東京富士交通）
- キラキラ号：盛岡駅西口・弘前駅前・青森駅前行（桜交通）
- キラキラ号：横手駅西口・大曲駅東口・秋田駅・能代行（桜交通）
- キラキラ号：山形・鶴岡・酒田行（桜交通）
- キラキラ号：福島駅・仙台駅東口行・石巻駅行（桜交通）
- さくら高速バス：新白河駅・須賀川・郡山駅・福島駅行（桜交通）
- さくら高速バス：サンライフ南相馬・相馬インター行（桜交通）
- 散策バス：仙台駅東口行（AT LINER）
- KBライナー：盛岡駅西口・秋田駅行（千葉みらい観光バス）
- JAMJAMライナー：弘前駅城東口・青森駅前行（ジャムジャムエクスプレス）
- JAMJAMライナー：横手駅西口・大曲駅東口・秋田駅東口行（ジャムジャムエクスプレス）
- JAMJAMライナー：仙台駅東口行（ジャムジャムエクスプレス）
- JAMJAMライナー：福島駅西口・山形駅西口行（ジャムジャムエクスプレス）

関東方面
- 常陸太田号：那珂インター・太田駅入口・常陸太田市高速バスターミナル行（茨城交通）
- 常陸大宮号：那珂インター・総合センターらぽーる・常陸大宮市総合保健センター行（茨城交通）
- マロニエ新宿号：佐野プレミアム・アウトレット・佐野新都市バスターミナル行（ジェイアールバス関東）
- 上州ゆめぐり号：渋川駅・伊香保温泉・長野原草津口駅・草津温泉バスターミナル行（ジェイアールバス関東）
- 本庄・伊勢崎号：ふかや花園プレミアム・アウトレット・本庄沼和田・伊勢崎市役所・伊勢崎駅・伊勢崎オートレース場前・前橋駒形（群馬中央バス前橋営業所）行（ジェイアールバス関東・群馬中央バス）
- 尾瀬新宿号：尾瀬戸倉・大清水行（関越交通）
  - 季節運行
- みなかみ温泉号：上毛高原駅・水上駅・水上高原ホテル200行（関越交通）
  - 季節運行
- 片品スノーエクスプレス：道の駅尾瀬かたしな行（関越交通）
  - 季節運行
- 新宿 - 東京ディズニーリゾート線：東京ディズニーシー・東京ディズニーランド行（ジェイアールバス関東・京成バス）
- 新宿なのはな号：木更津羽鳥野・君津バスターミナル・館山駅行・休暇村館山行（ジェイアールバス関東・日東交通）
- さがみ湖イルミリオン線：さがみ湖MORI MORI行（フジエクスプレス）
  - 季節運行
- 新宿 - 袖ヶ浦・木更津線：木更津金田バスターミナル・袖ヶ浦バスターミナル・木更津駅西口行・三井アウトレットパーク木更津行（小田急ハイウェイバス・小湊鉄道）
- 新宿 - 五井線：市原駐車場・五井駅東口・市原市役所行（小湊鉄道）[79]
- 箱根線：御殿場駅・箱根桃源台・箱根園・箱根小田急山のホテル行（小田急ハイウェイバス）
- 空港リムジンバス：成田空港行（東京空港交通）
- 空港リムジンバス：羽田空港行（東京空港交通）
- 臨時便：東京ビッグサイト行（一部のイベント開催時のみ運行）（東京空港交通）
- 前橋・高崎 - 池袋・新宿・秋葉原線：藤岡インター・高崎駅東口・前橋駅南口・前橋バスセンター行（日本中央バス）
- 谷田部車庫・研究学園駅～バスタ新宿線：筑波西部工業団地・研究学園駅・松代一丁目・谷田部車庫行（関東鉄道・常南交通）
- 新宿～サマーランド線：東京サマーランド行（西東京バス）[80]

甲信越方面
- 佐久・小諸号：佐久平駅・小諸駅行・高峰マウンテンリゾート行（ジェイアールバス関東）
- 中央高速バス
  - 富士五湖線：富士急ハイランド・河口湖駅行・富士山駅行・山中湖 旭日丘行・山中湖 平野行・本栖湖行・富士芝桜まつり会場行（京王バス・富士急バス・フジエクスプレス）
    - 本栖湖行と富士芝桜まつり会場行は季節運行

  - 富士山五合目線：富士急ハイランド・河口湖駅行・河口湖自然生活館行[81]・富士山五合目行（京王バス・富士急バス・フジエクスプレス）
    - 富士山五合目へは夏季のみ運行。夏季以外は河口湖駅止まり

  - 甲州塩山線（甲州ワインライナー）：甲州市役所・山梨市役所・富士急上阿原車庫行（富士急バス）
    - 土休日のみ運行

  - 甲府線：甲府駅行・湯村温泉行・竜王行・富士急上阿原車庫行（京王バス・富士急バス・山梨交通）
  - 南アルプス市・身延線：南アルプス市役所・身延山・身延行（京王バス・山梨交通）
  - 中央市・南アルプス市線（南アルプスエコパークライナー）：山梨大学附属病院入口・南アルプス市・八田行（山梨交通）
  - 諏訪・岡谷線：茅野駅行・上諏訪駅行・岡谷駅行（京王バス・アルピコ交通・フジエクスプレス・山梨交通・ジェイアールバス関東）
  - 松本線：松本バスターミナル行（京王バス・アルピコ交通）
  - 安曇野・白馬線：安曇野スイス村・安曇野穂高・安曇野松川・信濃大町駅前・白馬八方行・栂池高原行（京王バス・アルピコ交通）
    - 栂池高原行は冬季のみ運行

  - 伊那線：伊那バスターミナル・駒ヶ根バスターミナル・伊那バス駒ヶ根車庫行（京王バス・フジエクスプレス・山梨交通・伊那バス・信南交通）
  - 飯田線：飯田駅前・飯田商工会館行（京王バス・アルピコ交通・伊那バス・信南交通）
  - 塩尻・木曽福島線：塩尻駅東入口・木曽福島駅行（おんたけ交通）
- 長野線：長野バスターミナル・長野駅行・善光寺大門・ホテル国際21行（京王バス・アルピコ交通）
- さわやか信州号：上高地行（京王バス・アルピコ交通）
  - 季節運行
- 長岡・新潟線：長岡駅東口・新潟駅前・万代シテイバスセンター行・佐渡汽船ターミナル（新潟港）行（西武バス・西武観光バス・越後交通・新潟交通）
- 上越線：柏崎駅前・高田駅前・直江津駅前行（西武バス）※運休中
- 千曲線（千曲線）：富岡・軽井沢駅前行・軽井沢プリンスホテルスキー場行、佐久インター南・中込橋場・駅入口・臼田行、富岡・佐久インター南・上田駅前・上田営業所行（西武観光バス・千曲バス）
  - 軽井沢プリンスホテルスキー場へは冬季のみ運行。冬季以外は軽井沢駅前止まり
- WILLER EXPRESS：長岡駅大手口・燕三条駅三条口・新潟大学前・新潟駅南口行（WILLER EXPRESS）
- WILLER EXPRESS：東部湯の丸サービスエリア・長野駅東口行（WILLER EXPRESS）
- アミー号：長岡駅大手口・新潟駅行（ウエスト観光バス）
- NETWORK：新潟駅南・新発田駅・月岡温泉・五頭温泉郷行（泉観光バス）
- 花バス観光：トラビス駒ヶ根インター・トラビス飯田インター行、トラビス諏訪インター・松本駅お城口・トラビス安曇野行、アンビエント蓼科行、清里駅・野辺山駅行（トラビスジャパン）※運休中
- 花バス観光：トラビス佐久インター・上田駅温泉口・西上田行、上信越道屋代・トラビス長野インター・トラビス須坂インター行（トラビスジャパン）※運休中
- キラキラ号：長岡駅大手口・燕三条駅三条口・新潟駅南口行（桜交通）
- どっとこむライナー：軽井沢駅北口・長野駅・昌栄交通 須坂インター・ターミナル行（昌栄交通[82]）[83]

北陸方面
- 青春ドリーム福井号：敦賀インター・武生インター・鯖江インター・福井駅東口行（ジェイアールバス関東）※運休中
- 富山・高岡・氷見線：富山駅前行・高岡駅前・氷見営業所行（西武バス・富山地方鉄道）
- 東京・さいたま・群馬 - 富山・金沢線：富山駅前・金沢駅東口・兼六坂（兼見御亭前）行（日本中央バス）
- WILLER EXPRESS：富山駅北口・高岡駅南口・金沢駅西口行（ニュープリンス高速バス）
- グリーンライナー：金沢駅西口・和倉温泉駅・丸一観光七尾営業所行（丸一観光）
- 中日本ハイウェイバス：富山駅北口・高岡駅南口・金沢駅西口・中日本ツアーバス本社行（中日本ツアーバス）
- さくら高速バス：富山駅北口・高岡駅南口・金沢駅西口行（桜交通）
- キラキラ号：富山駅駅北口・高岡駅駅南口・金沢駅西口・福井駅東口行（桜交通）
- KBライナー：富山駅北口・高岡駅南口・金沢駅西口行（千葉みらい観光バス・三栄交通）
- VIPライナー：富山駅北口・高岡駅南口・金沢駅西口行（平成エンタープライズ）
- オリオンバス：富山駅北口・高岡駅南口・金沢駅西口・小松駅東口・福井駅東口行（オー・ティー・ビー）
- JAMJAMライナー：富山駅北口・金沢駅西口・小松駅東口行（ジャムジャムエクスプレス）

東海方面
- 御殿場プレミアム・アウトレット号：御殿場プレミアム・アウトレット行（ジェイアールバス関東）
- 新宿・静岡号、新宿/渋谷・静岡号：清水駅・東静岡駅・新静岡・静岡駅行（ジェイアールバス関東・しずてつジャストライン・京王バス・ジェイアール東海バス）
- 新東名スーパーライナー新宿号：名古屋駅行（ジェイアールバス関東・ジェイアール東海バス）
- 中央ライナーなごや号：中央道昼神温泉・中央道馬篭・中津川インター・中央道桃花台・名古屋駅行（ジェイアールバス関東）
- 中央ライナー可児号：中央道昼神温泉・中央道馬篭・中津川駅・多治見駅・可児駅・可児車庫行（ジェイアールバス関東・東濃鉄道）
- ドリーム可児号：中津川駅・多治見駅・可児駅・可児車庫行（ジェイアールバス関東・東濃鉄道）
- ドリームなごや号：春日井駅・栄・名古屋駅行（ジェイアールバス関東）
- ドリームなごや号：東岡崎駅南口・岡崎駅・三河安城駅・名古屋駅行（ジェイアール東海バス）
- 中央高速バス
  - 飛騨高山線（シュトライナー）：平湯温泉・飛騨高山行・古川駅前行（京王バス・濃飛乗合自動車）
  - 名古屋線：名鉄バスセンター行（京王バス・名鉄バス）
- みしまコロッケ号、さんさんぬまづ・新宿号：裾野市民文化センター前・三島駅・沼津駅・沼津港・富士急沼津営業所行（富士急シティバス）
- 渋谷・新宿ライナー浜松号 / 渋谷・新宿イーライナー：浜松駅行（京王バス・ジェイアール東海バス・遠州鉄道）
- ほの国号：豊川駅前・豊橋駅前・田原駅前行（関東バス・豊鉄バス）
- パピヨン号：美濃加茂日本昭和村・美濃中濃庁舎・関市役所・名鉄岐阜行（小田急ハイウェイバス・岐阜バス）
- 伊豆長岡・修善寺温泉ライナー：伊豆長岡温泉・修善寺駅・修善寺温泉・修善寺年川車庫行（東海バス）
- 三島エクスプレス：三島駅・大平車庫行（東海バスオレンジシャトル・東海バス）
- 御殿場プレミアム新宿号：御殿場プレミアム・アウトレット行（小田急ハイウェイバス）[84]
- 伊勢・鳥羽線：近鉄四日市・津駅前・松阪駅前・鳥羽バスセンター行（西武観光バス・三重交通・三交伊勢志摩交通）
- WILLER EXPRESS：名古屋駅行、名古屋南ささしまライブ行（WILLER EXPRESS・ベイラインエクスプレス・ニュープリンス高速バス）
- WILLER EXPRESS：東岡崎駅南口・名古屋駅・長島リゾート行（ベイラインエクスプレス）
- WILLER EXPRESS：近鉄四日市駅・白子駅西口・津駅東口・松阪駅北口・伊勢市駅前行（ベイラインエクスプレス）
- グレースライナー：名古屋南ささしまライブ行（グレース観光）
- アミー号：名古屋南ささしまライブ行（武井観光）
- NETWORK：名古屋南ささしまライブ行（泉観光バス）
- さくら高速バス：東岡崎・三河豊田・金山・名古屋南ささしまライブ行（桜交通・AT LINER）
- 散策バス：金山・名古屋南ささしまライブ行（AT LINER）
- キラキラ号：名古屋南ささしまライブ行（桜交通）
- キラキラ号：浜松駅行（桜交通）
- ミルキーウェイエクスプレス：名古屋南ささしまライブ行（さくら観光バス）
- VIPライナー：名古屋VIPラウンジ行（平成エンタープライズ）
- JAMJAMライナー：豊橋駅東口・名古屋南ささしまライブ・近鉄四日市駅西口・白子駅西口行、東岡崎・名古屋南ささしまライブ行（ジャムジャムエクスプレス）
- ゴーゴーライナー：名古屋南ささしまライブ行（ユタカコーポレーション）

関西方面
- グラン昼特急号・青春昼特急号：道の駅もっくる新城・京都深草・京都駅烏丸口・大阪駅JR高速バスターミナル行（ジェイアールバス関東・西日本ジェイアールバス）
- ドリーム号：京都駅烏丸口・JR奈良駅東口行・大阪駅JR高速バスターミナル行・ユニバーサル・スタジオ・ジャパン行・三宮バスターミナル行（ジェイアールバス関東・西日本ジェイアールバス）
  - ドリームルリエ号（ジェイアールバス関東・西日本ジェイアールバス）
  - グランドリーム号（ジェイアールバス関東・西日本ジェイアールバス）
  - 青春エコドリーム号（ジェイアールバス関東・西日本ジェイアールバス）
  - EXPOエコドリーム号（ジェイアールバス関東・西日本ジェイアールバス）[85]
  - EXPOグランドリーム号（ジェイアールバス関東・西日本ジェイアールバス）[85](2025大阪関西万博期間中のみ運行)
- サザンクロス和歌山号：高速京田辺・南海なんば高速バスターミナル・湊町バスターミナル・和泉中央駅・和歌山駅・南海和歌山市駅行（南海ウイングバス）
- 池袋・渋谷・新宿 - 大阪（阪急梅田）線：大阪（阪急梅田）・ユニバーサル・スタジオ・ジャパン行（京王バス・アルピコ交通）
- プリンセスロード号：神姫バス神戸三宮バスターミナル・学園都市駅・姫路駅行（京王バス・神姫バス）
- ツィンクル号：京都駅八条口・大阪駅前（地下鉄東梅田駅）・なんばOCAT・あべの橋（あべのハルカス）・ユニバーサル・スタジオ・ジャパン行（西東京バス・近鉄バス）
- カジュアル・ツィンクル号：京都駅八条口・大阪駅前（地下鉄東梅田駅）・なんばOCAT・あべの橋（あべのハルカス）・ユニバーサル・スタジオ・ジャパン行（西東京バス・近鉄バス）
- 東京ミッドナイトエクスプレス京都号：山科駅・京都駅八条口・樟葉駅・枚方市駅・京阪バス枚方車庫行（関東バス・京阪バス）
- やまと号：天理駅・JR奈良駅・近鉄奈良駅行、天理駅・八木駅・近鉄高田駅・五條バスセンター行（関東バス・奈良交通）※ 2022年4月28日から運行再開[86]
- 南紀勝浦線：大台町・海山バスセンター・尾鷲市・熊野市駅前・三交南紀・三交新宮駅前・勝浦温泉行（西武観光バス・三重交通）
- 南紀白浜線：海南駅前・みなべ役場前・田辺駅前・白浜バスセンター・新湯崎行（西武観光バス・明光バス）
- WILLER EXPRESS：京都駅・WILLERバスターミナル大阪梅田行・堺駅西口行・JR桜島駅前行・ユニバーサル・スタジオ・ジャパン行・なんばOCAT行・三宮高架下商店街前行（WILLER EXPRESS・大阪さやま交通・ベイラインエクスプレス）
- グレースライナー：京都駅・梅田（プラザモータープール）行・なんばHatch行（グレース観光）
- ナイトライナー、ナイトライナーアルファ：京都駅八条口・梅田（プラザモータープール）・天王寺公園駐車場行、京都駅八条口・JR奈良駅東口・梅田（プラザモータープール）行（東京富士交通・広栄交通バス）
- ブルーライナー：高速長岡京・梅田（プラザモータープール）・天王寺公園駐車場行・ユニバーサル・スタジオ・ジャパン行・三宮高架商店街前行（広栄交通バス）
- サンシャインエクスプレス：京都駅八条口・梅田（プラザモータープール）行・三宮高架商店街前行（サンシャインエクスプレス）
- アミー号：南草津駅東口・京都駅八条口・梅田（プラザモータープール）・ユニバーサル・スタジオ・ジャパン行・三宮高架商店街前・篠山口行（山一サービス）
- さくら高速バス：京都駅八条口・梅田（プラザモータープール）・難波行・三宮高架商店街前行（桜交通・AT LINER）
- キラキラ号：京都駅八条口・梅田（プラザモータープール）・難波行（桜交通）
- ミルキーウェイエクスプレス：京都駅八条口・梅田（プラザモータープール）行（さくら観光バス）
- KBライナー：南草津駅東口・京都駅八条口・梅田（プラザモータープール）・姫路駅南口行（千葉みらい観光バス・三栄交通）
- VIPライナー：京都VIPラウンジ・新大阪駅・大阪駅・VIPヴィラなんば・ユニバーサル・スタジオ・ジャパン行・堺東行・三宮高架商店街前行（平成エンタープライズ・平成コミュニティバス）
- オリオンバス：京都駅八条口・梅田（プラザモータープール）・ユニバーサル・スタジオ・ジャパン・三宮高架商店街前・明石駅北口行（オー・ティー・ビー）
- JAMJAMライナー：京都駅八条口・梅田（プラザモータープール）行・難波行・ユニバーサル・スタジオ・ジャパン行（ジャムジャムエクスプレス）
- ゴーゴーライナー：京都駅八条口・梅田（プラザモータープール）行（ユタカコーポレーション）

中国方面
- ルミナス・マスカット号：津山駅・岡山駅西口・倉敷駅北口行（小田急ハイウェイバス・関東バス・下津井電鉄・両備バス）
- エトワールセト号：福山駅前・尾道駅前・三原駅前行（小田急ハイウェイバス・中国バス）
- WILLER EXPRESS：岡山駅西口・倉敷駅北口行（WILLER EXPRESS）
- WILLER EXPRESS：東福山駅南口・バスステーション広島駅北口（グラノード広島 ビル1F）・広島バスセンター行（WILLER EXPRESS）
- WILLER EXPRESS：米子駅・松江駅北口・出雲市駅南口・出雲大社行（ベイラインエクスプレス）
- KBライナー：姫路駅南口・岡山駅西口・倉敷駅北口行（千葉みらい観光バス）
- オリオンバス：岡山駅西口・広島駅南口行（オー・ティー・ビー）
- JAMJAMライナー：広島大学（学生会館前）・広島駅南口行（ジャムジャムエクスプレス）

四国方面
- ドリーム阿南・徳島号：志知・徳島駅・阿南駅行（ジェイアールバス関東（受託運行会社：徳島バス）・JR四国バス）
- ハローブリッジ号：高松駅・丸亀駅行（西東京バス・四国高速バス）
- オレンジライナーえひめ号：松山市駅・八幡浜行（西東京バス・伊予鉄バス）※当面の間、松山室町営業所～八幡浜間運休。
- マイ・リピート、マイ・フローラ：徳島駅前営業所・阿南津乃峰行（海部観光）
- ブルーメッツ号：一宮バスターミナル・高知駅バスターミナル・はりまや橋・とさでん交通桟橋高知営業所行（小田急ハイウェイバス・とさでん交通）
- しまんとエクスプレス：須崎西崎町・窪川駅前・中村駅・宿毛駅行（小田急ハイウェイバス・高知西南交通）
  - 季節運行
- コトバスエクスプレス：徳島駅・高松駅・宇多津駅南口南・コトバスステーション琴平行、松山駅東行、高知駅行（琴平バス）
- スマイルライナー：徳島駅・高知駅北口・はりまや橋・桟橋行（高知駅前観光）
- オリオンバス：岡山駅西口・高知駅前行（オー・ティー・ビー）

九州方面
- はかた号：小倉駅前・西鉄天神高速バスターミナル・博多バスターミナル行（西日本鉄道）

### 利用者数と便数
国土交通省が発表した主な期間のバスタ新宿における高速バス利用者数と便数は以下の通りである。
- 開業後1か月間（2016年（平成28年）4月4日 - 5月3日）
  - 利用者数はのべ約58万人。1日あたりでは約1200便が発着しており、平均約2万人が利用[87]。
- 2016年お盆期間中（8月11日 - 8月16日）
  - 高速バスの便数が最多となったのは8月13日で1624便。利用者数が最多になったのも8月13日で約3万8000人であり、この日の平均利用者数は1便当たり約23人。6日間累計の利用者数は約22万人、1日平均約3万6000人[88]。

#### 利用客数・便数の推移
（出典：）
|           | 利用者数     | バス便数  |
| --------- | ------------ | --------- |
| 開業1年目 | 9,705,180人  | 511,612便 |
| 開業2年目 | 10,768,680人 | 555,240便 |
| 開業3年目 | 10,655,865人 | 550,976便 |
| 開業4年目 | 10,014,994人 | 539,301便 |
| 開業5年目 | 2,287,550人  | 256,783便 |
| 開業6年目 | 3,658,618人  | 324,469便 |
| 開業7年目 | 5,641,986人  | 403,211便 |

- 2017年4月14日：累計1,000万人突破
- 2018年3月20日：累計2,000万人突破
- 2019年2月26日：累計3,000万人突破
- 2020年2月7日：累計4,000万人突破
- 2022年10月31日：累計5,000万人突破[90]

#### 方向別利用客数
（出典：）
|    | 方面     | 利用客数  |
| -- | -------- | --------- |
| 1  | 河口湖   | 548.2万人 |
| 2  | 大阪     | 457.5万人 |
| 3  | 名古屋   | 403.2万人 |
| 4  | 箱根     | 321.7万人 |
| 5  | 羽田空港 | 309.0万人 |
| 6  | 仙台     | 304.7万人 |
| 7  | 松本     | 286.8万人 |
| 8  | 木更津   | 272.2万人 |
| 9  | 飯田     | 256.6万人 |
| 10 | 甲府     | 209.5万人 |

### 運営会社
当バスターミナルの開業に向けて、日本バス協会およびジェイアールバス関東、京王電鉄バスなど新宿駅周辺に乗り入れる主要バス会社11社の出資により、新宿高速バスターミナル株式会社（しんじゅくこうそくバスターミナル、Shinjuku Expressway Bus Terminal Co., Ltd. ）が2014年（平成26年）12月2日に設立された。資本金2000万円のうち日本バス協会が50%、バス会社11社が残り50%を出資した。同社は発券窓口運営、旅客・交通誘導、乗入ダイヤ調整、利用料の設定、新規乗入の承認といった当バスターミナルの管理・運営を行う。